# Verrerie Darche
La verrerie Darche ou verrerie d'Hautmont est inscrite à l'Inventaire général du patrimoine culturel. Elle était située au 36 rue de abattoir à Hautmont dans le département du Nord.
La verrerie d'Hautmont était l'un des principaux fournisseurs des champagnes veuve Cliquot avec 1 800 000 bouteilles de 1816 à 1850. Puis le site deviendra une usine de peinture et vernis jusqu'en 1972  où toute activité cessera.

## Verrerie Darche
La verrerie est fondée par Valentin Darche né le 7 septembre 1780 au château de Tromcourt - Couvin, Province de Namur, Belgique, il décède en 1854 à Hautmont, se marie le 18 mai 1812 à Condé-sur-l'Escaut avec Augustine Paillot, née en 1791 à Condé-sur-l'Escaut.
Charles Prosper Ribault de Laugardière (1793-décédé le 19 mars 1867 à Thonon-les-Bains) deviendra l'un des directeurs de la verrerie. Il était le fils de Marie Catherine Amely Darche de Tromcourt (1770-1848) et de Jacques Antoine Ribault de la Laugardière (1752-20/1/1823 Hautmont)[réf. nécessaire].
Marie Catherine Amely Darche de Tromcourt était la fille ainée du Maître de forges Nicolas Dieudonné Darche de Tromcourt.
Un troisième four est autorisé à M. Darche par ordonnance du 11 juin 1835.
Les matrices cadastrales de 1843 mettent en évidence la présence de trois fours de verrerie et d'un moulin à broyer appartenant à Valentin Darche.
Les dates de création, de cessation d'activité et de destruction des fours demeurent inconnues.

## Peintures et vernis Leroux-Delleur

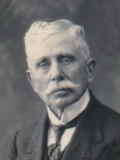
Alexandre Delleur (15 septembre 1858 à Grivegnée-23 janvier 1949 à Hautmont)

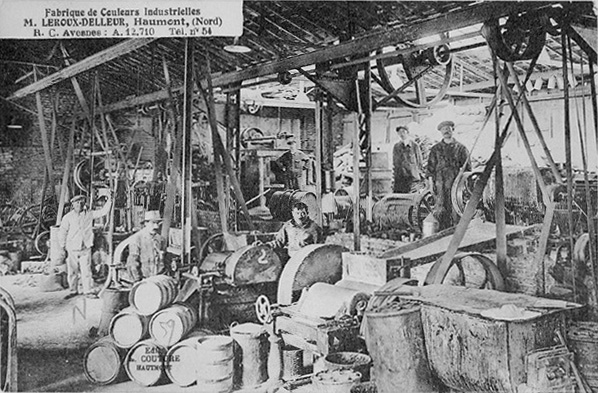
Fabrique de couleurs Leroux-Delleur

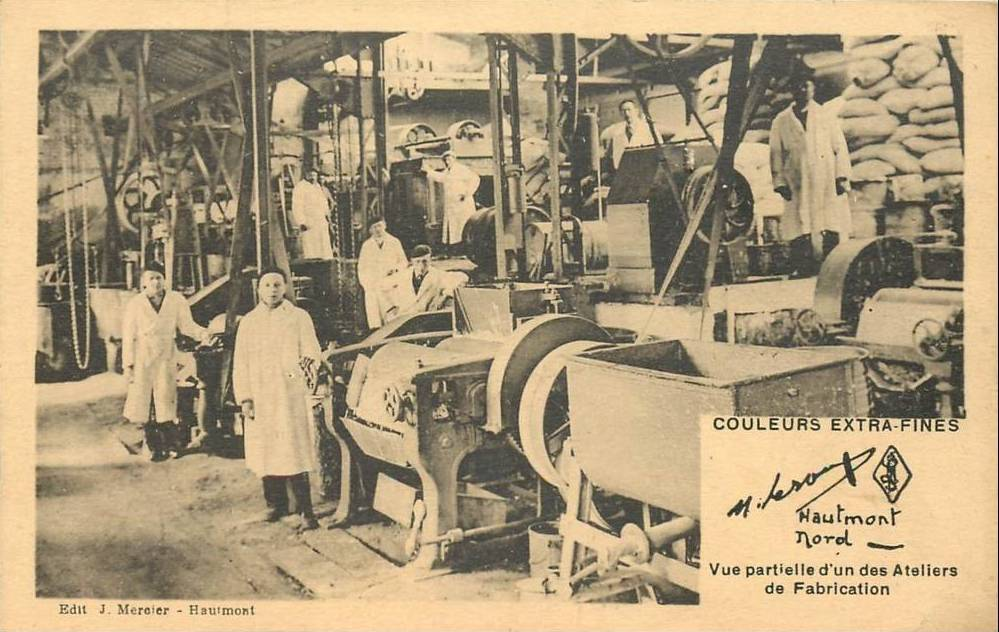
Atelier Leroux

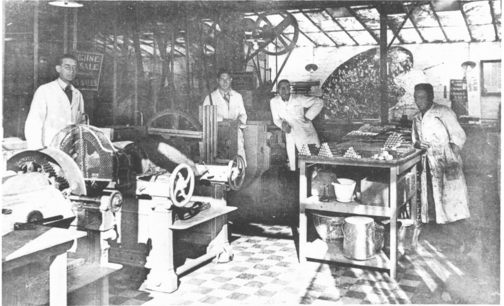
Atelier Leroux vers 1945

Le site de la verrerie Darche est racheté en 1919 pour devenir l'usine de peinture et de vernis Leroux Delleur.
La raison sociale change vers 1949 pour devenir la SARL Leroux & Compagnie.